# 平倉洞
平倉洞（ピョンチャンドン、韓国語：평창동 発音）は、ソウル特別市鐘路区に属する行政洞である。北漢山南側北岳トンネルの近くにあり、東は城北区貞陵3洞と貞陵4洞、西に恩平区仏光1洞と西大門区弘恩1洞、南は付岩洞と城北区城北洞、北は恩平区津寛洞と京畿道高陽市徳陽区孝子洞と接している。

## 洞名の由来
平倉洞は、宣恵庁（ソネチョン）の平倉があったことから由来した。

## 歴史
朝鮮初期には漢城府北部義通坊（ウィトンバン）地域だった。1914年には京畿道高陽郡恩平面平倉里に属し、1949年西大門区に編入された。1950年平倉里から平倉洞に変わって、1975年西大門区から鐘路区の管轄になった。

## 法定洞
平倉洞管轄の法定洞は以下のとおりである。
- 旧基洞（クギドン）
- 平倉洞（ピョンチャンドン）

## 特徴
平倉洞は多くの地域が開発制限区域に指定されている。北岳トンネルと旧基トンネルがあり、洗剣亭通り（セゴムジョンキル）と真興路（チヌンノ）がこのトンネルに繋がる。北漢山の麓には大邸宅が多く、伝統的な高級住宅街を形成している。535番地に曹渓宗ヘウォン寺（ヘウォンサ）があり、541-1番地にはソウル特別市民俗資料に指定された普堅山神閣がある。普堅山神閣に登る途中に、月灘（ウォルタン）の号を称する民族的ないし浪漫主義的歴史小説家朴鐘和（パク・ジョンファ）が住んでいた釣水楼がある。鐘路区北端にあたる旧基洞（クギドン）の名前は「クトックル」という自然部落の名前から由来する。
北漢山国立公園と接していて、多くの古跡がある。僧伽寺（スンガサ）、文殊庵（ムンスアム）などの寺と碑峰（ピボン）には北漢山真興王巡狩碑遺址があって、碑峰から洪智門に至る蕩春台城（タンチュンデソン）が旧基洞と弘恩洞、仏光洞との境界を成している。
文殊庵は1109年に僧侶兼書家である坦然（タニョン）が創建し、朝鮮戦争時に燃えてしまったのを1957年に修復再建した。燃える前には五百羅漢の塑像を祭る羅漢殿（ナハンジョン）が有名だった。
文殊庵の南側には756年に僧侶である秀台（ステ）が創建したといわれる僧伽寺があり、境内には1024年に制作された僧伽寺石造僧伽師像がある。僧伽寺の後ろの花崗岩の壁には蓮花座（ヨナジャ）の上に結跏趺坐した北漢山旧基里磨崖釈迦如来坐像がある。碑峰には真興王巡狩碑があったが、損傷を防ぐため1972年に景福宮に転じ、巡狩碑があった場所には模造碑を立てておいた。